# Hacker International
Hacker International — японская компания, разрабатывавшая и издававшая игры с 1987 по 2001 год для консолей Nintendo Famicom (включая Famicom Disk System), NEC PC Engine (включая PC Engine CD), Sony PlayStation (как Map Japan) и Microsoft Windows PC. Компания была известна своим подходом к играм как к порнографии, в них в награду за победу игрок получал эротические изображения женщин. Свои игры компания обычно распространяла по почте и продавала их в среднем тиражом от 30 000 до 50 000 копий.

## История
Компанию Hacker International основал в январе 1987 года музыкальный продюсер Сатору Хагивара, который ранее использовал название Hacker для своего журнала о компьютерах. Вопреки сложившейся на тот момент рыночной практике, компания не стала получать у Nintendo лицензию на выпуск игр для консоли Famicom, а выпускала их независимо на картриджах и дискетах в уникальном черном оформлении и с особым тиснением, которое позволяло обходить механическую защиту консоли, считывающей тисненый логотип Nintendo.
По большей части Hacker International выпускала классические игры с эротической наградой, но при этом с четким соблюдением юридических норм, чтобы их продукцию не могли признать порнографией по закону. Игры Hacker International наносили серьезный урон репутации Nintendo, так как родители, которые находили у своих детей «взрослые» игры для Famicom, не пытались разобраться в нюансах и звонили напрямую в Nintendo.
Nintendo подала в суд на Hacker International уже в 1988 году, когда компания Хагивары стала выпускать программы Disk Hacker, которые позволяли пользователям Famicom самостоятельно копировать игры напрямую через систему Disk System, а не в официальных автоматах Disk Writer, которые взимали плату за такую операцию. В 1992 году Ninendo выиграла суд, а Hacker International пришлось не только покрыть издержки, но и прекратить выпускать игры без лицензии.
Hacker International переключилось на создание игр на PC Engine, но в 2001 году закрылось из-за неспособности конкурировать с другими издателями.